# Singapurische Unihockeynationalmannschaft

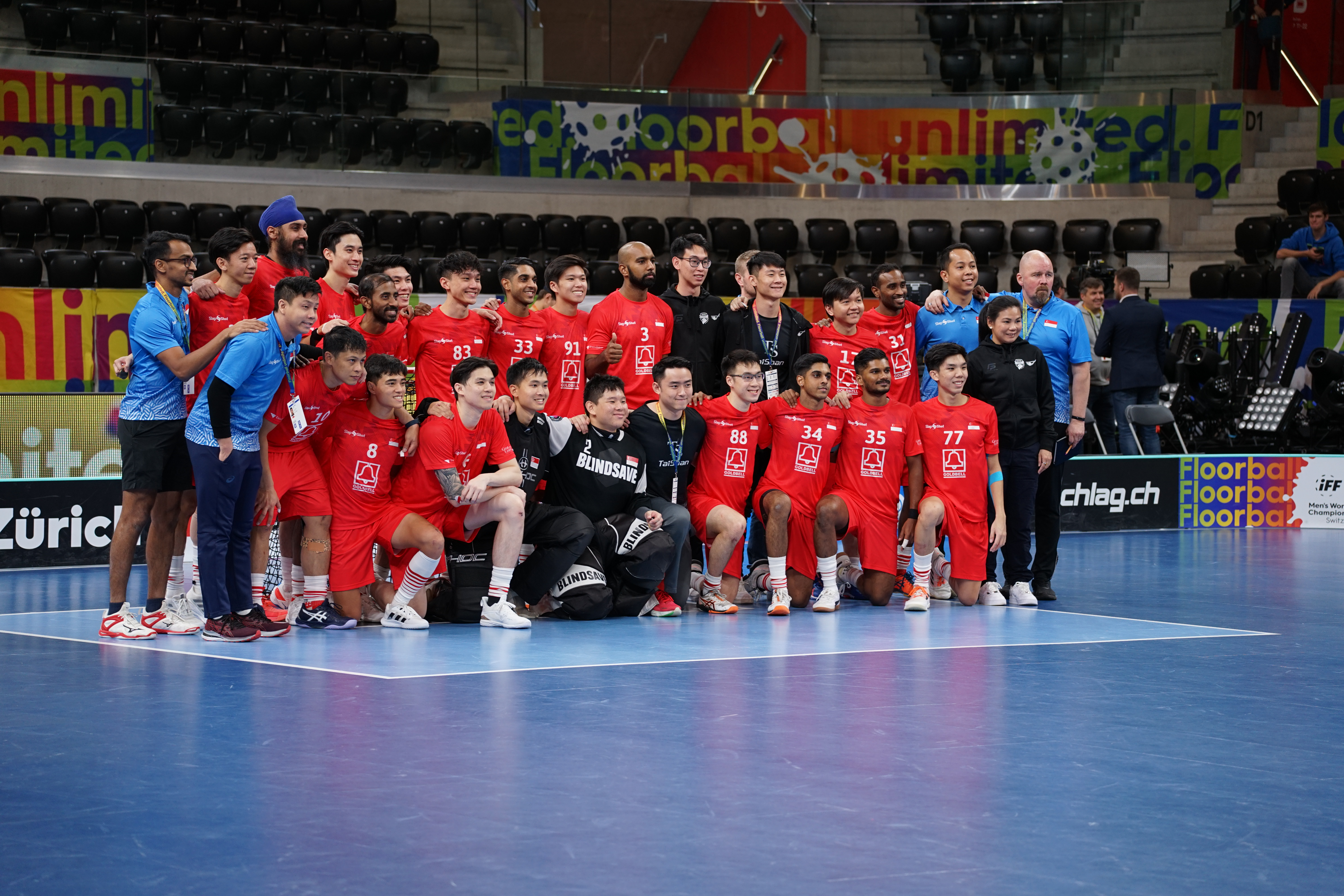
Das singapurische National-Team an der Weltmeisterschaft 2022 in Zürich

Die singapurische Unihockeynationalmannschaft repräsentiert Singapur bei Länderspielen und internationalen Turnieren in der Sportart Unihockey (auch bekannt als Floorball).
1995 wurde der nationale Floorballverband, die Singapore Floorball Association gegründet und in die International Floorball Federation aufgenommen. 1996 folgte die Teilnahme an der ersten Weltmeisterschaft mit Platz 12.

## Platzierungen

### Weltmeisterschaften
| WM   | Austragungsort(e)                              | Platz              |
| ---- | ---------------------------------------------- | ------------------ |
| 1996 | Skellefteå, Uppsala, Stockholm                 | 12. Platz          |
| 1998 | Brünn, Prag                                    | 14. Platz          |
| 2000 | Drammen, Oslo, Sarpsborg                       | keine Teilnahme    |
| 2002 | Helsinki                                       | 20. Platz          |
| 2004 | Zürich, Kloten                                 | 19. Platz          |
| 2006 | Helsingborg, Malmö, Botkyrka, Solna, Stockholm | 18. Platz          |
| 2008 | Ostrava, Prag                                  | 15. Platz          |
| 2010 | Helsinki, Vantaa                               | 16. Platz          |
| 2012 | Zürich, Bern                                   | 16. Platz          |
| 2014 | Göteborg                                       | nicht qualifiziert |
| 2016 | Riga                                           | 16. Platz          |
| 2018 | Prag                                           | 16. Platz          |
| 2021 | Helsinki                                       | 16. Platz          |
| 2022 | Zürich, Winterthur                             | 16. Platz          |
| 2024 | Malmö                                          | nicht qualifiziert |

### Asien-Pazifikmeisterschaften
| Turnier | Austragungsort(e) | Platz           |
| ------- | ----------------- | --------------- |
| 2004    | Singapur          | 2. Platz        |
| 2005    | Singapur          | 3. Platz        |
| 2006    | Singapur          | 1. Platz        |
| 2007    | Singapur          | 1. Platz        |
| 2008    | Perth             | 1. Platz        |
| 2009    | Pyeongtaek        | 5. Platz        |
| 2010    | Singapur          | 1. Platz        |
| 2011    | Perth             | keine Teilnahme |
| 2012    | Hannō             | 1. Platz        |

### AOFC Cup
| Jahr | Austragungsort(e) | Platz    |
| ---- | ----------------- | -------- |
| 2017 | Bangkok           | 2. Platz |
| 2019 | Biñan             | 1. Platz |